# 오스트리아 기독사회당
오스트리아 기독사회당(독일어: Christlichsoziale Partei)은 1891년 카를 뤼거(Karl Lueger) 등이 창당한 오스트리아의 정당으로 현재의 오스트리아 국민당의 전신이다.

## 개요
이 정당은 독일 중앙당, 이탈리아 인민당처럼 로마 가톨릭교회를 기반으로 한 보수 정당이었다. 1920년 오스트리아에서 보통 선거가 실시되면서 가톨릭계 농민과 부르주아지의 지지를 받은 전국적 정당이 되었다. 이들은 개신교에 반대하는 가톨릭주의를 부르짖었고 반유대주의를 표방하여 아돌프 히틀러에게도 큰 영향을 끼쳤다. 1934년 빌헬름 미클라스(Wilhelm Miklas) 대통령의 치하에서 로마 가톨릭 교회를 국교로 삼은 오스트리아 연방국으로 옮겨갔다가 해체되었다. 오스트리아 연방국은 1938년 오스트리아가 나치 독일에 합병되면서 사라졌다.